# Hannibal Sehested (gouverneur général de Norvège)
Cet article concerne le gouverneur général de Norvège. Pour le premier ministre du Danemark, voir Hannibal Sehested (premier ministre du Danemark).
Hannibal Sehested, né en 1609 à Kuressaare (aujourd'hui en Estonie) et mort le 23 septembre 1666 à Paris, est un noble danois, qui a occupé des fonctions civiles, diplomatiques et militaires, notamment celle de gouverneur général de Norvège de 1642 à 1651. 
Exilé de 1651 à 1660, il reprend du service auprès du souverain danois. 

## Premières années, ascension et mariage
Il est le fils du seigneur Claus Maltesen Sehested (1558-1612) et d'Anne Nielsdatter Lykke (1568-1645). Il est formé à l'Académie de Soro puis effectue un Grand Tour à travers l'Angleterre, les Provinces-Unies, la France, l'Allemagne, l'Italie, l'Espagne. 
De retour au Danemark, il se voit confier le fief de Tranekær, puis celui, plus lucratif, du Bohuslän, et devient également membre du conseil national.
En 1640, il est envoyé en mission à Wismar pour négocier un traité avec le chancelier de Suède Axel Oxenstierna et obtenir, pour le prince Frédéric, la main de la princesse Christine. 
S'il échoue sur ces deux objectifs, il n'en obtient pas moins les faveurs du roi Christian IV, qui le fiance avec sa fille Christiane (1626-1670), alors âgée de neuf ans. Le mariage est célébré le 6 novembre 1642.  
En 1641, il effectue une mission diplomatique en Espagne, et espère obtenir le portefeuille des affaires étrangères, mais le roi le nomme gouverneur général de Norvège. 

## Gouverneur général
À ce nouveau poste, Hannibal Sehested peut valoriser son goût pour les réformes et son sens de l'organisation. Il s'efforce de permettre à la Norvège de moins dépendre économiquement et militairement du Danemark : il améliore l'exploitation des ressources naturelles, modifie la fiscalité, rénove l'armée et les fortifications,. 
Il engage plusieurs combats quand éclate en 1643 le conflit militaire avec la Suède connu sous le nom de guerre de Torstenson ou de guerre d'Hannibal. Il envahit plusieurs fois la Suède, tout en défendant son territoire contre les attaques suédoises. Ses qualités militaires limitées ne l'empêchent pas de mener victorieusement ses troupes à Nysaker en 1644. 
Ses initiatives militaires sont mal perçues par l'opinion publique locale qui y voit des provocations aux attaques suédoises et supporte mal les augmentations d'impôts destinées à financer la guerre. En outre ses succès ne sont pas récompensés : au traité de Brömsebro (13 août 1645), la Norvège doit céder plusieurs provinces à sa rivale suédoise. 
À l'issue du conflit, il reprend sa politique d'autonomisation de la Norvège. Si ses initiatives sont mal perçues du conseil danois, il est plutôt soutenu par le souverain Christian IV, qui l'autorise à constituer une flotte norvégienne et lui confère une autonomie financière accrue. 
Dans les mêmes temps, Hannibal Sehested, s'appuyant sur son crédit et sa fortune, obtient des terres et des privilèges qui exaspèrent le conseil royal et la population. Il entre notamment en rivalité avec un autre gendre du roi, Corfitz Ulfeldt, responsable du Trésor, dont l'autonomie financière de la Norvège empiète sur les prérogatives. En novembre 1647, Ulfeldt obtient un décret qui remet en cause l'autonomie précédemment décidée et demande aux contribuables norvégiens de payer directement leurs impôts à Copenhague.

## La chute et l'exil
À l'avènement de Frédéric III, Hannibal Sehested cherche à entrer en grâce auprès du nouveau souverain. Mais ses adversaires suscitent un examen de ses comptes de gouverneur général, qui fait apparaître des détournements et des malversations. Hannibal Sehested est appelé à s'expliquer devant le herredag (assemblée de notables) en mai 1651. Même si Hannibal Sehested a bien préparé le procès fait preuve de prudence devant l'assemblée, il est rapidement mis en difficulté devant les accusations. 
Il se démet alors de sa charge de gouverneur général, abandonne certains de ses biens et remet de fortes sommes au trésor royal, correspondant à trois fois les montants qu'il est accusé d'avoir détournés. 
Il ne cherche pas à profiter de la disgrâce de Corfitz Ulfeldt et préfère s'exiler dès la fin de 1651. Il vit principalement aux Provinces-Unies et en Angleterre. En 1655, il rencontre à Cologne le prétendant anglais en exil Charles II et vit à ses côtés pendant un an aux Pays-Bas espagnols. 
Il rentre brièvement au Danemark à l'été 1657, mais Frédéric III refuse de le recevoir et il retourne en exil. En 1658, lors de la guerre dano-suédoise, Hannibal Sehested est installé auprès du roi de Suède Charles X Gustave. Il semble tenté de trahir sa patrie d'origine mais ne franchit pas le pas. Il semble même chercher à défendre les intérêts du Danemark. 

## De nouveau au service du souverain
En avril 1660, le roi Frédéric III l'autorise enfin à rentrer à Copenhague et lui confie même les négociations avec la Suède qui conduisent au traité de Copenhague, largement favorable au Danemark. Durant la crise de 1660 qui oppose le roi Frédéric III à une partie de la noblesse, Hannibal Sehested est l'un des plus fervents partisans du monarque. Nommé conseiller d'État et trésorier, il fait à nouveau preuve des capacités d'organisation qu'il avait manifestées en Norvège. Ces nouveaux honneurs suscitent de nouvelles rivalités, notamment celle de Christoffer Gabel. 
Anticipant sur ce point les positions de Peder Griffenfeld, Hannibal Sehested prône l'alliance avec le royaume de France. C'est d'ailleurs lors d'une mission diplomatique dans ce pays qu'il meurt subitement à Paris le 23 septembre 1666. 
Il laisse un testament politique qui témoigne de ses qualités de dirigeant et de son esprit libéral.